# Gustav Tammann
Gustav Heinrich Johann Apollon Tammann (Kingisepp, 28 de maio de 1861 – Göttingen, 17 de dezembro de 1938) foi um químico germano-báltico.

## Vida
Filho de uma médico, estudou química em Tartu, onde foi em 1889 docente, onde obteve em 1890 um doutorado com uma tese sobre o metamerismo de metafosfato.
Em 1903 Tammann foi convocado para a Universidade de Göttingen como diretor do Instituto de Química Inorgânica. Em 1907/1908 foi diretor do Instituto de Físico-Química como sucessor de Walther Nernst e Friedrich Dolezalek (até 1929). Em 1910 foi eleito membro ordinário da Academia de Ciências de Göttingen e em 1919 membro correspondente da Academia de Ciências da Prússia. Foi eleito em 1912 membro correspondente e em 1927 membro honorário da Academia de Ciências da Rússia.
Em 1925 recebeu a Medalha Liebig da Verein Deutscher Chemiker. Em 1926 recebeu da Universidade Técnica de Dresden um doutorado honorário.
Em seu aniversário de 75 anos em 28 de maio de 1936 foi laureado com o Adlerschild des Deutschen Reiches (Reconhecimento: o mestre da metalurgia alemã). Em 1936 foi eleito membro da Academia Leopoldina.
Dentre seus alunos constam William Minot Guertler e o metalurgista japonês Kōtarō Honda.
O astrônomo Gustav Andreas Tammann é seu neto.